# Contea di Sullivan (New Hampshire)
La contea di Sullivan, in inglese Sullivan County, è una contea dello Stato del New Hampshire, negli Stati Uniti d'America. La popolazione al censimento del 2000 era di 40.458 abitanti, 42.692 secondo una stima del 2009. Il capoluogo di contea è Newport.

## Geografia fisica
La contea si trova nella parte centro-occidentale del New Hampshire. L'U.S. Census Bureau certifica che l'estensione della contea è di 1.430 km², di cui 39 km² coperti da acque interne.
Il territorio è collinare e montagnoso. Il fiume Connecticut segna il confine con il Vermont.

### Contee confinanti
- Contea di Grafton - nord
- Contea di Merrimack - est
- Contea di Hillsborough - sud-est
- Contea di Cheshire - sud
- Contea di Windham (Vermont) - sud-ovest
- Contea di Windsor (Vermont) - ovest

## Storia
La contea di Sullivan è stata creata il 5 luglio 1827, ricavandola da una parte della contea di Cheshire. Deve il suo nome a John Sullivan, generale e politico durante la Rivoluzione americana. Il capoluogo fu sin dall'inizio Newport.

## Comuni
- Acworth - town
- Charlestown - town
- Claremont - city
- Cornish - town
- Croydon - town
- Goshen - town
- Grantham - town
- Langdon - town
- Lempster - town
- Newport (capoluogo) - town
- Plainfield - town
- Springfield - town
- Sunapee - town
- Unity - town
- Washington - town